# Annia Galeria Aurelia Faustina

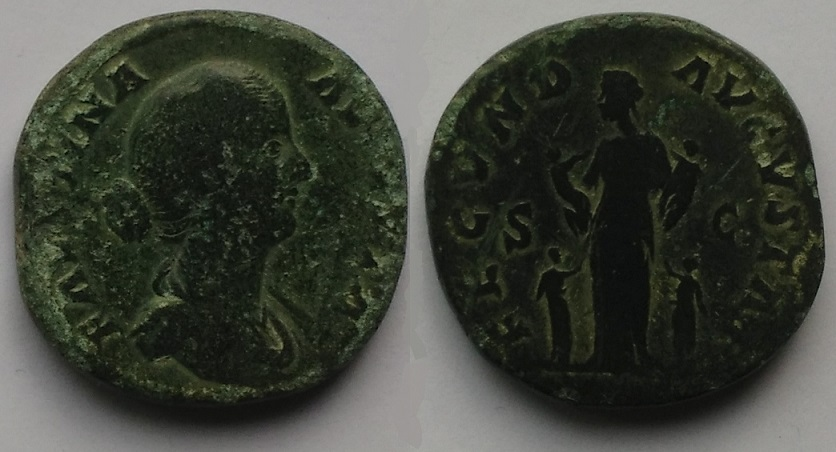
Sesterce montrant Faustine la Jeune, et au revers, Fecundidas, la personification de la fertilité, tenant deux des filles de Faustine, avec deux autres debout à ses pieds. Les enfants sont Faustina, Lucilla, Fadilla et Cornificia.

Annia Galeria Aurelia Faustina (environ 151 - après 165) est l'aînée des enfants de l'empereur romain Marc Aurèle et de son épouse, Faustine la Jeune. Elle avait pour sœur cadette, notamment, Lucilla et pour frère cadet Commode. Ses grands-parents maternels étaient Antonin le Pieux et Faustine l'Ancienne, tandis que ses grands-parents paternels étaient Domitia Lucilla Minor et le préteur Marcus Annius Verus. Elle est née et a grandi à Rome. 
Les parents de Faustine l'ont fiancée à Gnaeus Claudius Severus, qu'elle a épousé plus tard après 159. Gnaeus Claudius Severus était un sénateur romain d'origine grecque pontienne qui venait de Pompeiopolis, une ville de la province romaine de Galatie. Après que Faustina a épousé Claudius Severus, ils se sont installés à Pompeiopolis. Faustine a donné un fils à Claudius Severus, Tiberius Claudius Severus Proculus, qui a été consul en 200. 